# Silicon Valley Bank
Silicon Valley Bank (SVB) was een commerciële bank met hoofdkantoor in Santa Clara, Californië, en een dochteronderneming van SVB Financial Group.

## Geschiedenis
Silicon Valley Bank werd in 1983 opgericht als een door de staat gecharterde bank door Wells Fargo-directeur Bill Biggerstaff en Stanford University-professor Robert Medearis om zich te concentreren op de behoeften van startende bedrijven.
SVB was de op 15 na grootste bank in de Verenigde Staten ten tijde van het faillissement op 10 maart 2023, en was de grootste bank op basis van deposito's in Silicon Valley. SVB opereerde vanuit kantoren in 13 landen en werd gereguleerd door het California Department of Financial Protection and Innovation (DFPI). De bank vormde de hoofdactiviteit van haar beursgenoteerde bankholding-moedermaatschappij. SVB Financial Group had 8553 mensen fulltime in dienst op 31 december 2022.
Op 10 maart 2023 ging SVB failliet na een bankrun. De dag ervoor, 9 maart, haalden de klanten van SVB zo'n US$ 42 miljard weg.De run ontstond toen de SVB vanwege haar liquiditeit obligaties met verlies moest verkopen en vervolgens nieuwe aandelen uitgaf.
Het DFPI nam de bank in beslag en plaatste deze onder curatele van de Federal Deposit Insurance Corporation (FDIC). Het op een na grootste bankfaillissement in de geschiedenis van de Verenigde Staten leidde op zijn beurt weer tot het faillissement van de Signature Bank en tot een waardedaling met 70% van de First Republic Bank. Op 12 maart 2023 zeiden minister van Financiën Janet L. Yellen, voorzitter van de Federal Reserve Jerome H. Powell en FDIC-voorzitter Martin J. Gruenberg in een gezamenlijke verklaring dat alle spaarders bij SVB volledig beschermd zouden zijn en toegang zouden hebben tot al hun geld – inclusief zowel verzekerde als onverzekerde deposito's – vanaf 13 maart. Die maandag startte de nieuw opgerichte en door de FDIC bestuurde bridge bank Silicon Valley Bridge Bank, N.A. haar activiteiten en nam tijdelijk het beheer van de lopende zaken over.
Op 27 maart 2023 nam First Citizens Bank & Trust Company, een dochteronderneming van First Citizens BancShares, de klanten over van Silicon Valley Bridge Bank van de FDIC en begon met het exploiteren van alle SVB-vestigingen.
In januari 2025 startte de Federal Deposit Insurance Corporation een proces tegen 17 voormalige leidinggevenden en directeurs van de bank.